# Galphimia glandulosa
Galphimia glandulosa är en tvåhjärtbladig växtart som beskrevs av Antonio José Cavanilles. Galphimia glandulosa ingår i släktet Galphimia och familjen Malpighiaceae. Inga underarter finns listade i Catalogue of Life.